# Alegeri parlamentare în România, 1990
Alegerile parlamentare din 1990 în România s-au desfășurat la data de 20 mai 1990. Din numărul total de 17.200.722 alegători, s-au prezentat la vot 14.826.616 (86,19%). Alegerile parlamentare din 1990 s-au desfășurat simultan cu cele prezidențiale din același an.

## Rezultate

Rezultate Senat

Senat. Au fost validate 13.956.180 din cele 14.825.764 exprimate.
Mai jos sunt cele care au obținut mai mult de 1% din voturi.
- FSN - Frontul Salvării Naționale: 9.353.006 (67,02%) voturi, 91 (76,47%) locuri
- UDMR - Uniunea Democrată a Maghiarilor din România: 1.004.353 (7,2%) voturi, 12 (10.08%) locuri
- PNL - Partidul Național Liberal: 985.094 (7,06%) voturi, 10 (8.4%) locuri
- MER - Mișcarea Ecologistă din România: 348.637 (2,5%) voturi, 1 (0,84%) loc
- PNȚCD - Partidul Național Țărănesc Creștin Democrat: 341.478 (2,45%) voturi, 1 (0,84%) loc
- PDAR - Partidul Democrat Agrar din România: 221.790 (1,59%) voturi, 0 locuri
- PER - Partidul Ecologist Român: 192.574 (1,38%) voturi, 1 (0,84%) loc
- PSDR - Partidul Social Democrat Român: 152.989 (1,1%) voturi, 0 locuri

Singurul candidat independent care a intrat a fost Antonie Iorgovan cu 35.754 (0,26%) de voturi. Ceilalți canditați independenți au cules 391.781 (2,81%) de voturi. 
Numarul total de locuri a fost 119.

Rezultate Camera Deputaților

Camera Deputaților. Au fost validate 13.707.159 din cele 14.825.017 exprimate.
Mai jos sunt cele care au obținut mai mult de 0,26% din voturi, minim necesar pentru alegerea unui deputat. Celelalte au însumat 5,24%.
- FSN - Frontul Salvării Naționale: 9.089.659 (66,31%) voturi, 263 (66,41%) locuri
- UDMR - Uniunea Democrată  Maghiară din România: 991.601 (7,23%) voturi, 29 (7,32%) locuri
- PNL - Partidul Național Liberal: 879.290 (6,41%) voturi, 29 (7,32%) locuri
- MER - Mișcarea Ecologistă din România: 358.864 (2,62%) voturi, 12 (3,03%) locuri
- PNȚCD - Partidul Național Țărănesc Creștin Democrat: 351.357 (2,56%) voturi, 12 (3,03%) locuri
- PDAR - Partidul Democrat Agrar din România: 250.403 (1,83%) voturi, 9 (2,27%) locuri
- PER - Partidul Ecologist Român: 232.212 (1,69%) voturi, 8 (2,02%) locuri
- PSDR - Partidul Social Democrat Român: 73.014 (0,53%) voturi, 	2 (0,51%) locuri
- GDC - Grupul Democrat de Centru: 65.914 (0,48%) voturi, 2 (0,51%) locuri
- PLS - Partidul Liber Schimbist: 47.017 (0,34%) voturi, 1 (0,25%) locuri
- PRN - Partidul Reconstrucției Naționale din România: 43.808 (0,32%) voturi, 1 (0,25%) locuri
- PTLDR - Partidul Tineretului Liber Democrat din România: 43188 (0,32%) voturi, 1 (0,25%) locuri
- FDGR - Forumul Democrat al Germanilor din România: 38.768 (0,28%) voturi, 1 (0,25%) locuri
- ULB - Uniunea Liberală Brătianu: 36.869 (0,27%) voturi, 1 (0.25%) locuri

Numărul total de locuri a fost 396. Dintre acestea 9 locuri au fost ocupate, conform legii electorale, de asociații și uniuni culturale ale minoritaților naționale care nu au întrunit numărul de voturi necesar pentru a fi reprezentante de un deputat.

## Preferințe electorale
FSN a obținut cele mai bune scoruri în județele Teleorman (87,15%), Botoșani (86,79%), Vaslui (86,10%), Olt (86,54%), Ialomița (85,91%) și Călărași (85%), iar cele mai slabe în județele Harghita (11,04%), Covasna (16,63%), Mureș (14,27%), Satu Mare (41,73%), Cluj (41,31%), Bihor (45,42%) și Timiș (45,63%).
PNL a obținut cele mai bune rezultate în județul Timiș (17,94%), urmat de municipiul București (11,70%), respectiv județele Arad (10,14%), Caraș-Severin (9,65%), Brașov (9,65%) și Sibiu (8,83%). 
UDMR a obținut cele mai bune scoruri în județele Harghita (85,23%), Covasna (77,10%), Mureș (41,96%), Satu Mare (38,16%), Bihor (28,28%) și Sălaj (23,68%).
PNȚCD a obținut cele mai bune rezultate în municipiul București (6,19%), respectiv în județele Sălaj (4,42%), Timiș (4,23%) și Cluj (4,14%). Trei din cele 12 mandate obținute de această formațiune au revenit candidaților municipiului București, iar restul unor candidați ai județelor din Transilvania și Banat (câte unul fiecare): Alba, Bihor, Brașov, Caraș-Severin, Cluj, Hunedoara, Sibiu și Timiș, respectiv candidatului județului Prahova (prin redistribuire).